# Teodozja Friderici-Jakowicka
Teodozja Friderici-Jakowicka, z domu Fryderycy, zam. Jakowicka (ur. 18 czerwca 1835 w Kielcach, zm. 3 listopada 1889 w Warszawie) – polska śpiewaczka operowa, sopran.

## Życiorys
Była córką pułkownika Feliksa Fryderycego i Gabrieli z d. Żukowskiej. Uczyła się śpiewu w Warszawie u Kornelii Quattrini i Juliana Dobrskiego oraz gry na fortepianie u Ignacego Feliksa Dobrzyńskiego. Studia wokalne kontynuowała w Mediolanie u Francesca Lampertiego. Zadebiutowała w 1865 roku na scenie warszawskiego Teatru Wielkiego rolą Aminy w Lunatyczce Vincenza Belliniego. Była żoną urzędnika Józefa Jakowickiego, występowała pod zmienioną wersją nazwiska panieńskiego Friderici, do którego dodała później nazwisko po mężu. Śpiewała na scenach w Warszawie, Poznaniu, Krakowie i Lwowie. Gościnnie występowała na scenach europejskich, a także w Nowym Jorku i Hawanie. W 1870 roku otrzymała angaż do mediolańskiej La Scali. W 1885 roku zakończyła karierę sceniczną. W latach 1884–1886 uczyła śpiewu w szkole przy Teatrze Wielkim.
W swoim repertuarze posiadała blisko 40 ról operowych. Występowała w dziełach Belliniego, Donizettiego, Meyerbeera i Verdiego.